# Young Progressives Party
De Young Progressives Party (Nederlands: Partij van Jong-Progressieven) is een sociaaldemocratische partij die bij de verkiezingen van 2019 een zetel won in de Senaat. De Senator namens de YPP is de rijke zakenman Ifeanyi Ubah (*1971).
De Young Progressives Party werd in 2017 opgericht als links alternatief voor de Peoples Democratic Party (PDP) en het (regerende) All Progressives Congress (APC). De voormalige plaatsvervangende gouverneur van de Centrale Bank van Nigeria, Kingsley Moghalu, stelde zich bij de verkiezingen van 2019 kandidaat voor het presidentschap en verkreeg 0,08% van de stemmen. Volgens de YPP vonden er onregelmatigheden plaats in aanloop naar de verkiezingen en men trok het eerlijk verloop van de stembusgang in twijfel.